# Episodi di Degrassi: The Next Generation (dodicesima stagione)
| nº    | Titolo originale              | Titolo italiano | Prima TV Canada  | Prima TV Italia |
| ----- | ----------------------------- | --------------- | ---------------- | --------------- |
| 1     | Come as You Are (1)           |                 | 16 luglio 2012   |                 |
| 2     | Come as You Are (2)           |                 | 17 luglio 2012   |                 |
| 3     | Walking on Broken Glass (1)   |                 | 18 luglio 2012   |                 |
| 4     | Walking on Broken Glass (2)   |                 | 19 luglio 2012   |                 |
| 5     | Got Your Money (1)            |                 | 23 luglio 2012   |                 |
| 6     | Got Your Money (2)            |                 | 24 luglio 2012   |                 |
| 7     | Say It Ain't So (1)           |                 | 25 luglio 2012   |                 |
| 8     | Say It Ain't So (2)           |                 | 26 luglio 2012   |                 |
| 9     | Closer to Free (1)            |                 | 30 luglio 2012   |                 |
| 10    | Closer to Free (2)            |                 | 31 luglio 2012   |                 |
| 11    | Waterfalls (1)                |                 | 1 agosto 2012    |                 |
| 12    | Waterfalls (2)                |                 | 2 agosto 2012    |                 |
| 13    | Rusty Cage (1)                |                 | 6 agosto 2012    |                 |
| 14    | Rusty Cage (2)                |                 | 7 agosto 2012    |                 |
| 15    | Never Ever (1)                |                 | 8 agosto 2012    |                 |
| 16    | Never Ever (2)                |                 | 9 agosto 2012    |                 |
| 17    | Sabotage (1)                  |                 | 13 agosto 2012   |                 |
| 18    | Sabotage (2)                  |                 | 14 agosto 2012   |                 |
| 19    | Scream (1)                    |                 | 15 agosto 2012   |                 |
| 20    | Scream (2)                    |                 | 16 agosto 2012   |                 |
| 21    | Building a Mystery (1)        |                 | 12 ottobre 2012  |                 |
| 22    | Building a Mystery (2)        |                 | 19 ottobre 2012  |                 |
| 23    | Doll Parts (1)                |                 | 26 ottobre 2012  |                 |
| 24    | Doll Parts (2)                |                 | 2 novembre 2012  |                 |
| 25    | I Want It That Way (1)        |                 | 9 novembre 2012  |                 |
| 26    | I Want It That Way (2)        |                 | 16 novembre 2012 |                 |
| 27    | Tonight, Tonight (1)          |                 | 20 novembre 2012 |                 |
| 28    | Tonight, Tonight (2)          |                 | 20 novembre 2012 |                 |
| 29-30 | Degrassi: Las Vegas           |                 | 14 dicembre 2012 |                 |
| 31    | Bitter Sweet Symphony (1)     |                 | 15 febbraio 2013 |                 |
| 32    | Bitter Sweet Symphony (1)     |                 | 22 febbraio 2013 |                 |
| 33    | Ray of Light (1)              |                 | 1 marzo 2013     |                 |
| 34    | Ray of Light (2)              |                 | 8 marzo 2013     |                 |
| 35    | Karma Police (1)              |                 | 15 marzo 2013    |                 |
| 36    | Karma Police (2)              |                 | 22 marzo 2013    |                 |
| 37    | Zombie (1)                    |                 | 29 marzo 2013    |                 |
| 38    | Zombie (2)                    |                 | 5 aprile 2013    |                 |
| 39-40 | Degrassi: The Time of My Life |                 | 21 giugno 2013   |                 |